# Neopomacentrus aktites
Neopomacentrus aktites là một loài cá biển thuộc chi Neopomacentrus trong họ Cá thia. Loài này được mô tả lần đầu tiên vào năm 2017.

## Từ nguyên
Từ định danh bắt nguồn từ aktítēs (ἀκτίτης) trong tiếng Hy Lạp cổ đại, mang nghĩa là "người sống ven biển", hàm ý đề cập đến môi trường sống của loài cá này ở khu vực nước nông.

## Phạm vi phân bố và môi trường sống
N. aktites hiện chỉ được ghi nhận ở bờ biển bang Tây Úc, từ vịnh Shark ngược lên phía bắc đến vùng Kimberley. Chúng sống tập trung gần những rạn san hô và trên nền đá ở độ sâu đến 10 m.

## Mô tả
Chiều dài cơ thể tối đa được ghi nhận ở N. aktites là 5,4 cm. Loài này trước đây bị xác định nhầm là Neopomacentrus filamentosus, nhưng N. aktites lại thiếu đốm đen lớn ở gốc vây ngực (khá nhỏ ở N. aktites), một vệt màu sẫm ở gốc đường bên và màu vàng ở rìa trên của nắp mang. Cơ thể của N. aktites có màu nâu sẫm, các tia vây giữa của vây lưng và vây hậu môn, cũng như hai thùy của vây đuôi, vươn dài thành sợi. Dải viền mỏng, màu xanh lam ánh kim ở vây lưng, vây đuôi, vây hậu môn và vây bụng.
Số gai ở vây lưng: 13; Số tia vây ở vây lưng: 10–12; Số gai ở vây hậu môn: 2; Số tia vây ở vây hậu môn: 10–12; Số tia vây ở vây ngực: 17–19; Số gai ở vây bụng: 1; Số tia vây ở vây bụng: 5.

## Sinh thái học
N. aktites thường hợp thành đàn lớn và ăn các loài động vật phù du.